# Leonid Borodin
Leonid Aleksandrowicz Borodin (ros. Леонид Александрович Бородин, ur. 1 listopada 1923 w Ałajewie w guberni carycyńskiej (obecnie obwód wołgogradzki), zm. 16 marca 2008 w Astrachaniu) – radziecki polityk, członek KC KPZR (1979-1989), I sekretarz Komitetu Obwodowego KPZR w Astrachaniu (1967-1988).
1941-1946 w Armii Czerwonej, uczestnik wojny z Niemcami, 1946-1949 uczył się w technikum weterynaryjnym, po czym pracował w rejonowym oddziale gospodarki rolnej w obwodzie stalingradzkim, od 1948 w WKP(b). Od 1950 instruktor i kierownik wydziału rejonowego komitetu WKP(b) w obwodzie stalingradzkim, później kierownik wydziału Komitetu Obwodowego KPZR w Stalingradzie i I sekretarz rejonowego komitetu KPZR w obwodzie stalingradzkim, 1955 zaocznie ukończył Stalingradzki Instytut Rolniczy, 1959-1962 sekretarz Czuwaskiego Komitetu Obwodowego KPZR. Od 1962 do listopada 1963 inspektor KC KPZR, od listopada 1963 do września 1967 II sekretarz Baszkirskiego Komitetu Obwodowego KPZR. Od 16 września 1967 do 31 maja 1988 I sekretarz Astrachańskiego Komitetu Obwodowego KPZR, od 9 kwietnia 1971 zastępca członka, a od 17 kwietnia 1979 do 25 kwietnia 1989 członek KC KPZR, od maja 1988 na emeryturze. Deputowany do Rady Najwyższej ZSRR od 7 do 11 kadencji.

## Odznaczenia
- Order Lenina (trzykrotnie)
- Order Rewolucji Październikowej
- Order Czerwonego Sztandaru Pracy
- Order Wojny Ojczyźnianej I klasy
- Order Czerwonej Gwiazdy

I wiele medali ZSRR oraz odznaczenia mongolskie, polskie i rumuńskie.